# Diana Quick
Diana Marilyn Quick (Londen, 23 november 1946) is een Britse actrice.

## Biografie
Quick werd geboren in Londen in een gezin van vier kinderen en groeide op in Dartford. Zij doorliep de middelbare school op de Dartford Grammar School for Girls in Dartford. Op aanraden van haar lerares nam zij deel aan een amateur theatergezelschap in Crayford, zij trad daar op en in diverse schoolvoorstellingen. Hierna ging zij studeren aan het Lady Margaret Hall, een depandance van het Universiteit van Oxford in Oxford. Hier werd zij de eerste vrouwelijk voorzitster van het Oxford University Dramatic Society. 
Quick begon in 1958 als jeugdactrice met acteren in de film The Brothers Karamazov, waarna zij nog meerdere rollen speelde in films en televisieseries. In 1982 werd zij genomineerd voor een BAFTA Award voor haar rol in de televisieserie Brideshead Revisited in de categorie Beste Actrice. 
Quick is de auteur van haar boek uit 2009 genaamd A Tug on the Thread: From the British Raj to the British Stage, over het leven van haar ouders in India. 
Quick was getrouwd met acteur Kenneth Cranham, hierna heeft zij een langdurige relatie gehad met acteur Bill Nighy met wie zij een dochter heeft. 

## Filmografie

### Films
- 2017 The Death of Stalin - als Polina Molotova
- 2013 Side by Side - als Joan Dunbar
- 2010 Love/Loss - als Angela
- 2007 Catwalk Dogs - als mrs. Jessop
- 2002 Revengers Tragedy - als The Duchess
- 2002 AKA - als Lady Gryffoyn
- 2001 The Affair of the Necklace - als Madame Pomfré
- 2001 The Discovery of Heaven - als Sophia Brons
- 2000 Saving Grace - als Honey Chambers
- 1999 Le château des singes - als prinses Ida (Engelse versie)
- 1998 Vigo - als Emily
- 1996 The Leading Man - als Susan
- 1996 Rasputin - als Grand Duchess Ella
- 1994 Nostradamus - als Diane de Portier
- 1990 The Price of the Bride - als Alice Daltrey
- 1989 Wilt - als Sally
- 1988 Vroom - als Susan
- 1986 World Without Walls - als Beryl Markham (stem)
- 1986 Max mon amour - als Camille
- 1985 Nineteen Nineteen - als Anna
- 1984 Ordeal by Innocence - als Gwenda Vaughan
- 1983 The Phantom of the Opera - als Madame Bianchi
- 1978 The Odd Job - als Fiona Harris
- 1978 The Big Sleep - als Mona Grant
- 1977 The Three Hostages - als Mary Hannay
- 1977 The Duellists - als Laura
- 1974 A Private Enterprise - als Penny
- 1971 Nicholas and Alexandra - als Sonya
- 1969 Canada Goose - als ??
- 1958 The Brothers Karamazov - als ??

### Televisieseries
Uitgezonderd eenmalige gastrollen.
- 2016 Houdini and Doyle - als Cecilia Weiss - 3 afl.
- 2014 The Missing - als Mary Garrett - 2 afl.
- 2010-2014 Law & Order: UK - als rechter Hall - 3 afl.
- 2003 Doctor Who: Scream of the Shalka - als Prime (stem) - 5 afl.
- 2002 Dalziel and Pascoe - als Stella Applegarth - 2 afl.
- 2001 Little Big Mouth - als Cass - 7 afl.
- 1999 Aristocrats - als oudere Lady Louisa - 2 afl.
- 1994-1995 September Song - als Katherine Hillyard - 10 afl.
- 1991 The Orchid House - als Madam - 4 afl.
- 1989 The Justice Game - als Kate Fielding - 4 afl.
- 1982 The Woman in White - als Marian Halcombe - 5 afl.
- 1981 Brideshead Revisited - als Julia Mottram - 11 afl.
- 1970 The Best Things in Life - als Gloria - 5 afl.
- 1969 Complete and Utter History of Britain - als diverse karakters - 6 afl.

- Bibliothèque nationale de France: cb142182373 (data)
- Gemeinsame Normdatei: 143864408
- International Standard Name Identifier: 0000 0001 1773 0593
- Library of Congress Control Number: n88227073
- MusicBrainz: d3001519-ae79-4d98-a033-1fa956280ceb
- Nationale Bibliotheek van Tsjechië: xx0002593
- Nationale Bibliotheek van Israël: 987007430477205171
- SNAC: w6nh7mkm
- Système universitaire de documentation: 175648794
- Virtual International Authority File: 85321816
- WorldCat: E39PBJfrQX7GjX68gjqqtfmw4q